# اسکار ده سومویل
اسکار ده سومویل (انگلیسی: Oscar de Somville؛ ۱۹ اوت ۱۸۷۶ – ۳۰ اوت ۱۹۳۸) قایقران روئینگ اهل بلژیک بود.
وی در مسابقات کشوری و بین‌المللی در مجموع برندهٔ ۸ مدال طلا، ۵ مدال نقره، ۱ مدال برنز شده‌است.